# 相生町 (高崎市)
相生町（あいおいちょう）は、群馬県高崎市の地名。郵便番号は370-0811。面積は0.03km2(2012年現在)

## 地理
前橋台地の南端、烏川の左岸東方、高崎城の西北部に位置している。町の面積が狭く、建物が密集している。

## 歴史
江戸時代頃からの地名である。江戸時代は高崎城の城下町の1町だった。三国街道が町を通っているため、旅人の往来は繁く、街道の両側には多くの茶屋があった。

### 年表
- 1889年（明治22年）4月1日 町制施行で高崎町の町名となる。
- 1900年（明治33年）4月1日 市制施行で高崎町は高崎市となる。

### 地名の由来
宝暦9年藩主大河内松平輝高によって相生町と名づけられた。これは、高崎城の松にちなんで名づけられたと考えられている。

## 世帯数と人口
2017年（平成29年）8月31日現在の世帯数と人口は以下の通りである。
| 町丁   | 世帯数 | 人口  |
| ------ | ------ | ----- |
| 相生町 | 99世帯 | 225人 |

## 小・中学校の学区
市立小・中学校に通う場合、学区は以下の通りとなる。
| 番地 | 小学校           | 中学校             |
| ---- | ---------------- | ------------------ |
| 全域 | 高崎市立北小学校 | 高崎市立第一中学校 |

## 交通

### 鉄道
同町に鉄道駅はない。

### 道路
国道は国道354号が通っている。県道は通っていない。

## 施設
- 八十二銀行 高崎支店
- 高崎相生調剤薬局